# Cerro El Potro
El Cerro El Potro es una formación de montaña ubicada en el municipio Justo Briceño del Estado Mérida. A una altitud de 4.409 m s. n. m. el Potro es una de las montaña más alta en Venezuela. 

## Ubicación
Cerro El Potro se encuentra en el páramo Mucumposito, que está en el lado oeste de la carretera collado El Condor-Piñango y que conecta el troncal 7 hasta la carretera panamericana. A ese nivel y del lado este de la misma carretera se encuentra el Pico El Pato. Al norte el Alto del Totumo. Al sur del Cerro El Potro se encuentra el cerro Pico Mucutisí. La Laguna Negra se encuentra también en el páramo Mucumposito pero más al oeste de El Potro, hacia la Fila Las Teas. El páramo Piñango está a poca distancia al norte del Cerro el Potro.

## Geografía
Estudios sobre las aristas del páramo Los Conejos, al oeste de la Sierra La Culata demuestran que El Pico El Potro está situado en un extenso macizo de roca precuaternaria con terrenos subyacentes precámbricos. Esa combinación en los suelos condujo a una influencia periglaciar que, con el paso del tiempo, le da formaciones más o menos simétricas y clásicas del cuaternario llamadas suelo poligonal.